# Edmund Schulz
Edmund Schulz (* 6. April 1877; † 1961) war ein deutscher Konteradmiral der Reichsmarine.

## Leben
Edmund Schulz trat im April 1894 in die Kaiserliche Marine ein.
Später war er I. Adjutant bei der Marinestation der Ostsee und war anschließend vom Januar 1917 bis Dezember 1917 Bevollmächtigter Admiralstabsoffizier und Kommandeur der Marineabteilung in Konstanza. Am 14. Oktober 1917 wurde er zum Fregattenkapitän befördert. Bis August 1918 war er Kommandant des Minenkreuzers Brummer und war dann bis Kriegsende Stabskommandant im Stab der Hochseestreitkräfte.
Nach dem Krieg wurde er in die Reichsmarine übernommen und hier am 21. Januar 1920 Kapitän zur See. Vom 10. Februar 1921 bis September 1922 war er mit der erneuten Indienststellung Kommandant der Hannover. Am 30. Juni 1923 wurde er mit dem Charakter als Konteradmiral aus der Marine verabschiedet.
Von 1925 bis 1931 war er Partner von Henry Rasmussen und Miteigentümer der Werft Abeking & Rasmussen (A&R).